# Światowa Konfederacja Sportów Bule
Światowa Konfederacja Sportów Bule (fr. Confédération Mondiale des Sports de Boules, skrót CMSB) – międzynarodowa organizacja pozarządowa, zrzeszająca narodowe federacje bule. Federacja została założona 21 grudnia 1985 roku przez połączenie trzech federacji:
- CBI Międzynarodowa Federacja Bocce (bocce)
- FIB Międzynarodowa Federacja Bule (sporty bule)
- FIPJP Międzynarodowa Federacja Pétanque i Gry Prowansalskiej (pétanque i gry Prowansalskie)

## Członkostwo
- ARISF
- IWGA
- GAISF[1]

## Mistrzostwa świata
- Mistrzostwa świata w bule.
- Mistrzostwa świata w pétanque (od 1959).